# Ian Smith (football)
Pour les articles homonymes, voir Ian Smith (homonymie) et Smith.
Ian Smith, de son nom complet Ian Rey Smith Quirós, est un footballeur international costaricien né le 6 mars 1998 à Guápiles. Évoluant au poste d'arrière droit, il joue depuis janvier 2018 pour l'IFK Norrköping, dans le championnat de Suède.

## Biographie

### En équipe nationale
Ian Smith fait ses débuts avec l'équipe du Costa Rica le 23 mars 2018, lors d'un match amical face à l'Écosse, en remplaçant Cristian Gamboa à la 75e minute (victoire 1-0).
Le 14 mai 2018, le sélectionneur des Ticos, Oscar Ramírez, l'inclut dans son groupe de 23 joueurs pour disputer la Coupe du monde 2018 en Russie.

## Palmarès
- Meilleur espoir du championnat du Costa Rica en 2017 (tournoi d'ouverture)[4]

## Statistiques
Le tableau ci-dessous récapitule les statistiques de Ian Smith lors de sa carrière professionnelle en club :
| Saison                | Club                  | Championnat           | Championnat | Championnat | Coupe(s) nationale(s) | Coupe(s) nationale(s) | Compétition(s) continentale(s) | Compétition(s) continentale(s) | Compétition(s) continentale(s) | Total | Total |
| Saison                | Club                  | Division              | M.          | B.          | M.                    | B.                    | Comp.                          | M.                             | B.                             | M.    | B.    |
| 2014-2015             | Santos de Guápiles    | 1                     | 3           | 0           | -                     | -                     | -                              | -                              | -                              | 3     | 0     |
| 2015-2016             | Santos de Guápiles    | 1                     | 7           | 0           | 2                     | 0                     | -                              | -                              | -                              | 9     | 0     |
| 2016                  | Hammarby IF (prêt)    | 1                     | -           | -           | -                     | -                     | -                              | -                              | -                              | 0     | 0     |
| 2017-2018             | Santos de Guápiles    | 1                     | 22          | 0           | -                     | -                     | LC                             | 6                              | 0                              | 28    | 0     |
| 2018                  | IFK Norrköping        | 1                     | 3           | 1           | 3                     | 0                     | -                              | -                              | -                              | 6     | 1     |
| Total sur la carrière | Total sur la carrière | Total sur la carrière | 35          | 1           | 5                     | 0                     | -                              | 6                              | 0                              | 46    | 1     |